# Марцеллина (гностик)
Марцеллина (лат. Marcellina) — раннехристианский религиозный лидер карпократов в середине II века, известная преимущественно по трудам Иринея Лионского и Оригена. Она родилась в Александрии, но переехала в Рим во время епископства Аникета (ок. 157—168). Она привлекла большое количество своих последователей и основала карпократианскую секту марцеллиан. Подобно другим карпократам Марцеллина и её последователи верили в антиномизм, известный также как либертинизм, идею о том, что повиновение законам и предписаниям не является необходимым для достижения спасения. Они верили, что Иисус Христос был всего лишь человеком, но видели в нём образец для подражания, хотя и такой, который верующий мог превзойти. Сообщество Марцеллины, по-видимому, стремилось буквально реализовать основополагающее учение карпократов о социальном эгалитаризме. Марцеллиане, в частности, как сообщается, ставили клейма на внутренней стороне правых ушей своих учеников и почитали изображения Иисуса, а также греческих философов, таких как Пифагор, Платон и Аристотель. Хотя марцеллиане называли себя «гностиками», многие современные ученые не причисляют их к религиозному течению гностицизма.

## Исторический контекст

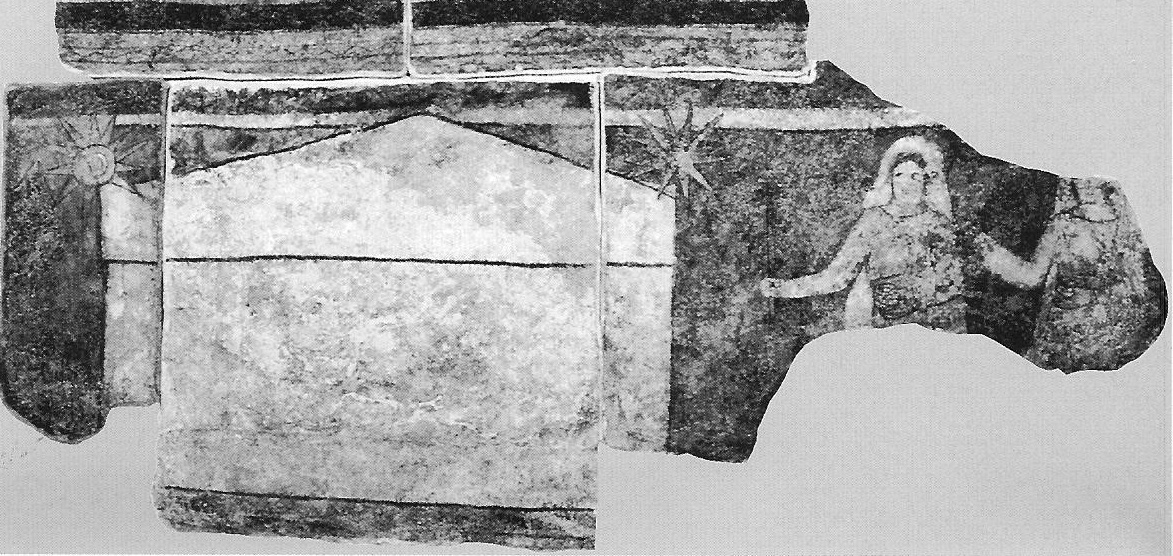
Фреска из нефа церкви Дура-Эвропос, датируемая 240 годом н. э., изображающая Марию Магдалину рядом с двумя другими женщинами (третья теперь почти полностью отсутствует из-за значительных повреждений), приближающимися к пустой гробнице Иисуса. Такие женщины служили «явными образцами» для Марцеллины и других раннехристианских женщин-проповедниц.

Женщины играли видную роль во многих сектах ранних христиан как пророки, учителя, целители, миссионеры и пресвитеры. Мария Магдалина и Мария Вифанская были женскими последовательницами Иисуса, которые упоминаются в Евангелиях и считались знающими «тайны» «Царства Божьего». Такие женщины, как Мария и Марта, служили явными образцами для подражания для Марцеллины и её соратниц-проповедниц. Символ веры, который, возможно, читался на христианских церемониях посвящения, цитируется апостолом Павлом в «Послании к Галатам» (3:28): «Нет уже Иудея, ни язычника; нет раба, ни свободного; нет мужеского пола, ни женского: ибо все вы одно во Христе Иисусе». В конце I века Маркион Синопский (ок. 85 — ок. 160) назначал женщин пресвитерами наравне с мужчинами.
Во II веке валентиниане, гностическая секта, считали женщин равными мужчинам. Монтанисты считали основателями своего движения двух пророчиц — Максимиллу и Приску. Женщины-религиозные лидеры, подобные Марцеллине, не пользовались благосклонностью ортодоксальных богословов, которые обвиняли их в безумии, нечестии и одержимости демонами. Отец Церкви Тертуллиан (ок. 155 — ок. 240) жаловался: «Эти еретички — как они дерзки! У них нет никакой скромности; они достаточно смелы, чтобы учить, вступать в споры, проводить экзорцизмы, проводить исцеления и, может быть, даже крестить!» Он назвал одну женщину-религиозного лидера в Северной Африке как «эту гадюку».

## Биография и учения

### Карпократианские учения
Будучи карпократом, Марцеллина проповедовала доктрину антиномизма, или либертинизма, которая утверждает, что только вера и любовь необходимы для достижения спасения и что все другие воспринимаемые требования, особенно повиновение законам и правилам, являются ненужными. Она, как и другие карпократы, верила, что душа должна следовать путём искупления, возможно, проходя через множество воплощений. Целью верующего по её мнению является выход из цикла перевоплощения путём восхождения через несколько стадий обожения. Карпократы верили, что Иисус был всего лишь человеком, не богом, и видели в нём образец для подражания, но в то же время пример, который особенно набожный верующий был способен превзойти. Главной добродетелью Иисуса они считали то, что он мог в совершенстве помнить божественное из своего предсуществования. Они также почитали греческих философов как образцы для подражания. Синкретический марцеллианский культ изображений является естественным следствием этого учения. Одним из основополагающих учений карпократов была идея социального эгалитаризма, выступавшая за равенство всех людей. Положение Марцеллины как лидера карпократианской общины в Риме указывает на то, что, по крайней мере для её общины, это была идея, буквально реализованная на практике. Некоторые карпократы, возможно, включая Марцеллину, владели всей имеющейся собственностью совместно и делили между собой сексуальных партнёров. Они также практиковали одну из форм агапы.

### «Против ересей»

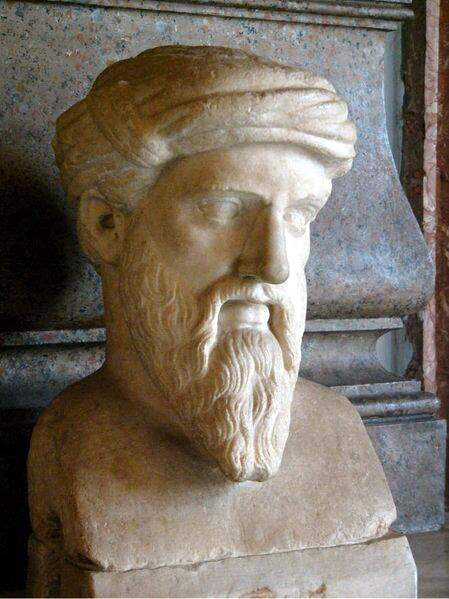
Ириней Лионский писал, что марцеллиане поклонялись образам греческих философов, включая Пифагора, Платона и Аристотеля. Бюсты философов, такие как этот бюст Пифагора, были обычным предметом поклонения в римском обществе II века.

Отец Церкви Ириней Лионский (ок. 130 — ок. 202) писал в своём апологетическом трактате «Против ересей»:
Другие из них [карпократы] прижигают для отличия своих учеников заднюю часть выпуклости правого уха. Поэтому Марцеллина, которая при [епископстве] Аниките пришла в Рим и держалась этого учения, увлекла многих. Они называют себя гностиками, имеют частью нарисованные, частью из другого материала изготовленные изображения, говоря, что образ Христа сделан был Пилатом в то время, когда он жил с людьми. И они украшают их венцами и выставляют вместе с изображениями светских философов, именно с изображением Пифагора, Платона, Аристотеля и прочих; и показывают им другие знаки почтения, так же, как язычники
.
Марцеллина — единственная женщина, связанная с ранним гностическим христианством, которая, как известно, была активным религиозным лидером, обладающей властью. Другие женщины, такие как Елена (предположительно бывшая тирская проститутка, ставшая музой Симона Мага), Филумена (пророчица, связанная с Апеллом) и Флора (ученица Птолемея), как известно, были активными пророчицами, учителями и учениками, вовлечёнными в секты, возглавляемые мужчинами, но ни одна из них не была известна как лидер. Тем не менее, Марцеллина всё же упоминалась в связке с Карпократом, учителем-мужчиной, который, по-видимому, принимал более активное участие, чем она, в руководстве последователями, написании трактатов и обучении последователей. Анна Макгуайр утверждала, что неясно, является ли это описание взаимодействия Марцеллины и Карпократа результатом собственного патриархального мировоззрения Иринея Лионского, фактических отношений между ними или того и другого.
Использование Марцеллиной изображений Иисуса и греческих философов не было необычным для римского общества того времени, потому что бюсты и изображения философов были обычными объектами поклонения в римском обществе II века. Хотя Ириней Лионский истолковывал это как признак неортодоксальности учения Марцеллины, для любого нехристианина-римлянина она была гораздо менее «отклоняющейся», чем «ортодоксальные» христиане. Поклоняясь бюстам философов и включая в их число Иисуса как величайшего из них, последователи Марцеллины почитали его так же, как почитали других философов во всём греко-римском мире. Карпократы, возможно, имели более интеллектуальное мировоззрение, чем другие секты, поскольку, согласно Клименту Александрийскому, сын Карпократа Епифан был обучен платонической философии. Тем не менее, Майкл Аллен Уильямс утверждал, что почитание образов кажется весьма неожиданным для предположительно гностического течения, поскольку считается, что гностики презирали физическое тело. Он сделал предположение, что Марцеллина и её последователи, подобно своим языческим современникам, возможно, рассматривали представления философов о физическом сходстве как «окна в душу» и средство размышления над учением человека. Питер Лампе интерпретировал использование Марцеллиной образов известных философов как указание на религиозный синкретизм.
Джоан Э. Тейлор отмечала, что Ириней не утверждает, что марцеллианский портрет Иисуса был неточным или что портреты Иисуса были изначально аморальными. Она также утверждала, что бюсты Иисуса и других философов у марцеллиан могли сохраняться ещё долго после того, как их секта пришла в упадок, отмечая, что почти столетие спустя римский император Александр Север (правил в 222—235 годах), как сообщалось, обладал коллекцией портретных бюстов различных философов, религиозных деятелей и исторических личностей, включая Иисуса, Орфея, Аполлония Тианского, Александра Македонского и Авраама. Тейлор писала: «насколько нам известно, один из многих неопознанных бюстов философа, которые существуют в сегодняшних коллекциях, возможно, считался Иисусом во II—III веках».
Согласно Давиду Бракке, причина, по которой Марцеллина и члены её школы отождествляли себя с «гностиками», заключалась не в сектантском отождествлении с ветвью раннего христианства, известной как «гностицизм», а скорее в эпитете для «идеального или истинного христианина, того, чьё знакомство с Богом было совершенным». Он отмечал, что сам Ириней отождествлял Марцеллину и её секту с карпократами, а не с «гностической школой мысли». Также Ипполит Римский, который опирался на Иринея как на источник, упоминания о том, что другая секта, известная как наассены, «называет себя „гностиками“ по-своему, как будто они одни питались от удивительного знакомства с совершенным и добрым». В конце IV века монах-аскет Евагрий Понтийский описал наиболее продвинутую стадию христианского аскетизма как «гностическую», указав, что, несмотря на ассоциацию слова «гностик» с гностицизмом, она всё ещё сохраняла свое первоначальное положительное значение в том смысле, с которым отождествлялись Марцеллина и её ученики. Бентли Лейтон также не причисляет Марцеллину и ее последователей к членам гностического течения.

### «Против Цельса»
Ориген (ок. 184 — ок. 253) также кратко упоминает Марцеллину в своём трактате «Против Цельса», утверждая, что «Цельс знает также о марцеллианах, которые следуют за Марцеллиной, и гарпократиан которые следуют за Саломеей и других, которые следуют за Мариаммой, и других, которые следуют за Марфой». Энн Макгуайр утверждала, что, поскольку все остальные фигуры, перечисленные Оригеном в этом отрывке, являются фигурами, упоминающимися в канонических Евангелиях, вполне возможно, что марцеллиане могли рассматривать Марцеллину не только как учителя и религиозного лидера, но и как «авторитетного источника апостольского предания». Уильямс отмечал, что Ориген, по-видимому, знал, что марцеллиане называли себя гностиками, поскольку в другом месте в трактате он отметил, что одним из аргументов Цельса против христианства было существование различных сект, включая те, «которые называют себя гностиками». Это, вероятно, относилось и к Марцеллине с её последователями, но Ориген воздержался называть их этим термином.

## Признание
Неясно, как относились к Марцеллине и её последователям ортодоксальные христиане, жившие в Риме в 150—160-х годах. Ириней утверждал, что в его собственной конгрегации в Галлии в 180-х годах «мы не имеем с ними никакого общения ни в учении, ни в морали, ни в нашей повседневной социальной жизни», но это утверждение не следует применять к христианам, жившим в Риме за 20 лет до этого. Ириней также утверждал: «Сатана поставил этих людей [то есть Марцеллину и её последователей] хулить святое имя церкви, чтобы [язычники] отворачивали свои уши от проповеди истины, когда они слышат их другую версию учения и думают, что мы, христиане, все похожи на них. Действительно, когда они рассматривают свою религиозность, они бесчестят нас всех». Он также отмечал, что «они злоупотребляют именем [христианин] как маской». Это указывает на то, что Марцеллина и её карпократианские последователи называли себя «христианами», и, по крайней мере для посторонних, её секта казалась связанной с другими ветвями христианства.
Питер Лампе утверждал, что вполне возможно, что члены ортодоксальной общины в Риме просто позволили Марцеллине и её секте тихо сосуществовать, но также возможно, что они активно осуждали их. Роберт Грант определял антигностические сочинения Поликарпа Смирнского и Иустина Философа как отчасти косвенную реакцию против Марцеллины и её снисходительных нравственных учений. Марцеллину и других женщин-пророков, подобных ей, постоянно отрицательно изображали в историях и канонах, написанных сторонниками ортодоксии. Согласно Уильяму Х. Брэкни, источники указывают на то, что карпократы, возможно, продолжали существовать ещё в IV веке.